# Архиепархия Перта
 Архиепархия Перта  (лат. Archidioecesis Perthensis) — архиепархия Римско-Католической церкви с центром в городе Перт, Австралия. В митрополию Перта входят епархии Брума, Банбери, Джералдтона. Кафедральным собором архиепархии Перта является собор Непорочного зачатия Пресвятой Девы Марии. В Перте также находится прокафедральный собор святого Иоанна, который в настоящее время является музеем архиепархии. 

## История
6 мая 1845 года Римский папа Григорий XVI выпустил бреве Universo dominico, которым учредил епархию Перта, выделив её из архиепархии Сиднея. В 1847 году епархия Перта была расширена за счёт упразднённого апостольского викариата Кинг-Джорджа.
12 марта 1867 года епархия Перта передала часть своей территории в пользу возведения нового территориального аббатства Нью-Норсии.
31 марта 1874 года епархия Перта вошла в митрополию Мельбурна.
10 мая 1887 года и 30 января 1898 года епархия Перта передала часть своей территории в пользу возведения апостольского викариата Кимберли в Восточной Австралии (сегодня — Брума) и епархии Джералдтона.
28 августа 1913 года епархия Перта была возведена в ранг архиепархии.
12 ноября 1954 года архиепархия Перта уступила свою территории новой епархии Банбери.
В 1982 году территория архиепархии Перта была расширена за счёт упразднённого территориального аббатства Нью-Норсии.

## Ординарии архиепархии
- епископ Джон Бреди (9.05.1845 — 3.12.1871);
- епископ Мартин Гривер-и-Куни (22.07.1873 — 1.11.1886);
- епископ Мэтью Гибни (1.11.1886 — 14.05.1910);
- архиепископ Патрик Джозеф Клун (21.12.1910 — 24.05.1935);
- архиепископ Редмонд Гарретт Прендивилль (24.05.1935 — 28.06.1968);
- архиепископ Лонселот Джон Гуди[англ.] (18.10.1968 — 26.10.1983);
- архиепископ Уильям Джозеф Фоли[англ.] (26.10.1983 — 10.02.1991);
- архиепископ Барри Джеймс Хики[англ.] (23.07.1991 — 20.02.2012);
- архиепископ Тимоти Костелло[англ.] (20.02.2012 — по настоящее время).

## Источник
- Annuario Pontificio, Libreria Editrice Vaticana, Città del Vaticano, 2003, ISBN 88-209-7422-3
- Бреве Universo dominico/ Raffaele de Martinis, Iuris pontificii de propaganda fide. Pars prima, том V, Romae 1893, стр. 355  (лат.)